# FIFA Puskás Award 2021
Il FIFA Puskás Award 2021, tredicesima edizione del premio per il gol ritenuto più bello dell'anno, è stato vinto da Erik Lamela. Il vincitore è stato annunciato durante la cerimonia dei The Best FIFA Football Awards che si è tenuta il 17 gennaio 2022 a Zurigo. Gli 11 gol nominati sono stati resi noti il 29 novembre 2021.

## Formula
La FIFA ha deciso di cambiare la formula utilizzata per l'assegnazione del premio: potranno votare online i tifosi da tutto il mondo, registrati sul sito ufficiale della FIFA; in più ci sarà una giuria di Leggende della FIFA. Entrambe le giurie avranno lo stesso peso, indipendentemente dai numeri di voti dei tifosi. Sia i "Tifosi" che le "Leggende" potranno votare selezionando tre degli undici gol, attribuendo un punteggio per ogni selezione: 5 punti per il primo selezionato, 3 per il secondo ed 1 per il terzo. Alla fine della fase di votazione verranno generate due classifiche: una dei tifosi e una delle leggende. Si procede così ad attribuire un punteggio ad ogni gol in base alla posizione in ognuna delle due classifiche: al primo classificato della votazione dei Tifosi verranno assegnati 13 punti, 11 per il secondo, 9 per il terzo, 8 per il quarto e così via. Verrà fatto lo stesso con la classifica generata dalle "Leggende". Vengono poi sommati i punteggi ottenuti da ogni singolo gol in entrambe le classifiche, stilando quindi la classifica finale. Le votazioni si sono tenute dal 29 novembre 2021 al 17 dicembre 2021. Di seguito le leggende FIFA che hanno formato la giuria:
- Mercy Akide
- Gemma Fay
- Nuno Gomes
- Mia Hamm
- Mehdi Mahdavikia
- Lothar Matthäus
- Faryd Mondragón
- Romina Parraguirre
- Kirsty Yallop
- Pablo Zabaleta

## Candidati e risultati
Il 29 novembre sono stati comunicati i candidati al premio. Il 4 gennaio successivo sono stati comunicati i 3 finalisti . Di seguito i risultati delle votazioni.
Nota bene: il risultato indicato tiene conto del punteggio al momento della realizzazione del gol.
| Pos.             | Giocatore          | Squadra                  | Avversario                   | Risultato | Competizione                                          | Punti           |
| ---------------- | ------------------ | ------------------------ | ---------------------------- | --------- | ----------------------------------------------------- | --------------- |
| 1                | Erik Lamela        | Tottenham                | Arsenal                      | 1-0       | Premier League 2020-2021                              | 22              |
| 2                | Mehdi Taremi       | Porto                    | Chelsea                      | 1-0       | UEFA Champions League 2020-2021                       | 21              |
| 3                | Patrik Schick      | Rep. Ceca                | Scozia                       | 2-0       | Campionato europeo di calcio 2020                     | 21              |
| Non classificati | Luis Diaz          | Colombia                 | Brasile                      | 1-0       | Copa América 2021                                     | Non disponibili |
| Non classificati | Gauthier Hein      | Auxerre                  | Niort                        | 3-0       | Ligue 2 2020-2021                                     | Non disponibili |
| Non classificati | Valentino Lazaro   | Borussia Mönchengladbach | Bayer Leverkusen             | 3-4       | Bundesliga 2020-2021                                  | Non disponibili |
| Non classificati | Riyad Mahrez       | Algeria                  | Zimbabwe                     | 2-0       | Qualificazioni alla Coppa delle nazioni africane 2021 | Non disponibili |
| Non classificati | Sandra Owusu-Ansah | Supreme Ladies           | Kumasi Sports Academy Ladies | 1-1       | Ghana Women's Premier League 2020-2021                | Non disponibili |
| Non classificati | Vangelis Pavlidis  | Willem II                | Fortuna Sittard              | 1-0       | Eredivisie 2020-2021                                  | Non disponibili |
| Non classificati | Daniela Sanchez    | Querétaro                | Atlético San Luis            | 3-2       | Liga MX Femminile 2021                                | Non disponibili |
| Non classificati | Caroline Weir      | Manchester City          | Manchester United            | 3-0       | FA Women's Super League 2020-2021                     | Non disponibili |